# 阿爾克河 (玻利維亞)

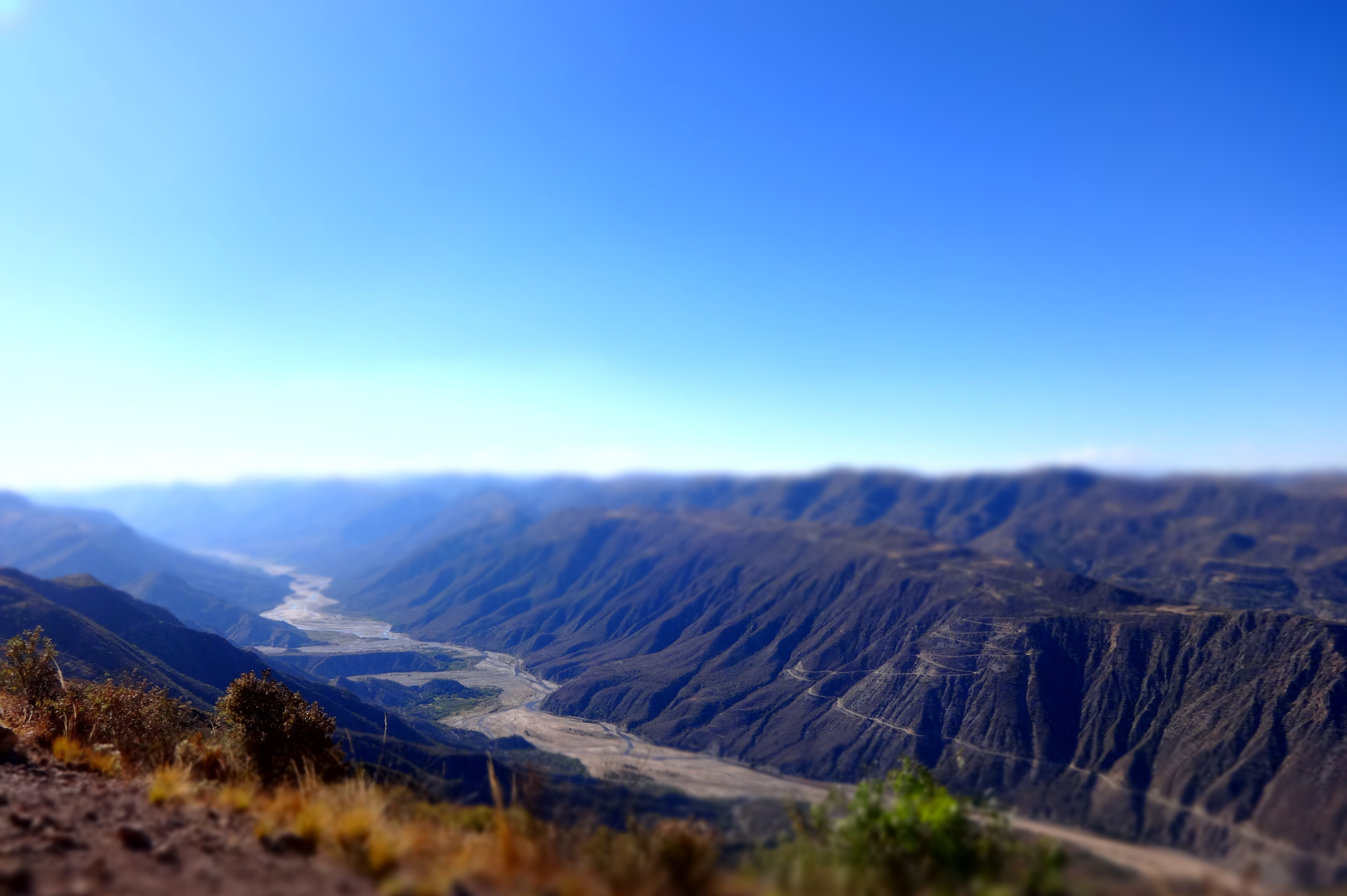
阿尔克河

阿爾克河（Arque River），是玻利維亞的河流，位於該國中部科恰班巴省，發源自基姆薩克魯斯山脈，河道全長88公里，集水區面積2,224平方公里，是格蘭德河和馬莫雷河的源頭。